# Низы (Львовская область)
Низы́ (укр. Низи) — село в Белзской городской общине Шептицкого района Львовской области Украины.
Население по переписи 2001 года составляло 675 человек. Население по данным 2023 года составляло 674 человека. Занимает площадь 2,25 км². Почтовый индекс — 80063. Телефонный код — 3257.

## История
В 1946 г. Указом ПВС УССР село Прусинов переименовано в Низы.